# Sibiřská Wikipedie

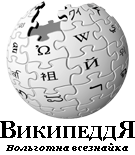
Logo této Wikipedie

Sibiřská wikipedie byla wikipedie vytvořená Jaroslavem Zolotarjovem v sibiřském jazyce. Po zjištění, že jde o podvod a sibiřská odnož ruštiny neexistuje, bylo rozhodnuto ukončit tuto jazykovou verzi. Projekt byl uzavřen dne 19. září roku 2007.
První článek vznikl 1. července roku 2006. 5 000 článků dosáhla 3. října téhož roku. Dne 7. ledna 2007 měla 6 990 článků, díky čemuž byla na 66. místě mezi všemi jazykovými verzemi wikipedie. Většina hesel však nebyla příliš rozsáhlá.